# Manuel Aravena
Manuel Aravena (nascido em 29 de junho de 1954) é um ex-ciclista chileno. Competiu na prova de estrada individual durante os Jogos Olímpicos de Los Angeles 1984.